# Tennistoernooi van Washington 2014
Het tennistoernooi van Washington van 2014 werd van 28 juli tot en met 3 augustus 2014 gespeeld op de hardcourt-banen van het William H.G. FitzGerald Tennis Center in Rock Creek Park in de Amerikaanse federale hoofdstad Washington D.C. De officiële naam van het toernooi was Citi Open.
Het toernooi bestond uit twee delen:
- WTA-toernooi van Washington 2014, het toernooi voor de vrouwen
- ATP-toernooi van Washington 2014, het toernooi voor de mannen

ATP-toernooi van Washington‎ – WTA-toernooi van Washington‎

2012 · 2013 · 2014 · 2015 · 2016 · 2017 · 2018 · 2019 · 2020 · 2021 · 2022 · 2023 · 2024